# مهد (قرية)
مهد (بالكردية: مەھەتێ)‏ هي قرية تقع في قضاء الشيخان ضمن محافظة دهوك في إقليم كردستان العراق. وتقع القرية على بُعد 9 كيلومترات إلى الجنوب الشرقي من عين سفني في سهل نينوى. وتُعَد مهد موطنًا للإيزيديين.

## تاريخ
في عام 1975، حول البعثيون منطقة مهد إلى مستوطنة خاصة بالإيزيديين كجزء من مشاريعهم لفرض الهوية العربية في المنطقة. تم نقل السكان من 13 قرية إيزيدية مجاورة إلى مكان واحد، واستبدلت قراهم بآلاف المستوطنين العرب. بين عامي 1975 و2003، دمر هؤلاء المستعمرون معظم الأضرحة الإيزيدية في تلك القرى. كما قامت الحكومة العراقية بتدمير قرى مام رشان، جروانة، باعذرة، بيتنار، محمودة، وكندلا في قضاء الشيخان، وتم نقل سكانها إلى المدينة الجماعية في مهد.
بعد سقوط نظام صدام حسين في عام 2003، بدأ الإيزيديون بالعودة إلى قراهم الأصلية بينما غادر المستوطنون العرب. وتم إعادة بناء الأضرحة الإيزيدية، وقام عدد كبير من الإيزيديين بنقل رفات موتاهم المدفونين في مهد إلى قراهم.
وفي 6 أغسطس 2014، ومع تقدم داعش، نزح سكان مهد من المنطقة ولجأوا بشكل رئيسي إلى المدن القريبة مثل زاخو والعمادية. وبعد عشرة أيام، عندما تم التصدي لتقدم داعش، بدأ معظم السكان بالعودة إلى مهد.
وفي عام 2015، كان عدد سكان مهد والقرى المجاورة لها يبلغ 9,210 نسمة. وبعد ثلاث سنوات، في عام 2018، وصل عدد السكان إلى حوالي 11,000 نسمة.

## شخصيات مقدسة
توجد في مهد عدة شخصيات مقدسة للطائفة اليزيدية، ومنها:
1. شرف الدين بن الحسن
2. فخر الدين بن عدي
3. الحسن بن عدي
4. الملك الطاووس